# Sistema tecnológico

La bicicleta es un tipo de sistema tecnológico mecánico, de transmisión por cadena.

Los sistemas tecnológicos son técnicas u objetos orientados a la facilitación o disminución del trabajo humano. Es un conjunto de componentes y variables que contextualizan la acción técnica humana.Utilizan los elementos disponibles y apropiados para reordenar el espacio (no necesariamente físico) de manera de ser considerados útiles o deseados.

## Definición
Los sistemas tecnológicos son conjuntos de unidades activa interconectadas que transforman, almacenan, transportan o controlan materiales, sustancias, energía e información para fines particulares. De esta forma, en cualquier sistema, prima la importancia del trabajo conjunto de las partes por sobre sus aportes individuales. Por otro lado, entendemos por unidad activa a un elemento simple que desempeña una función concreta dentro de un sistema. 

Es posible identificar este tipo de sistemas en diferentes contextos (salud, transporte, hábitat) sin estar limitados meramente a artefactos. Organizaciones, componentes científicos, componentes legales, recursos, e incluso personas pueden ser considerados también como un sistema tecnológico. Para cada sistema es posible caracterizar un input (recurso o insumo) y un output (producto), involucrando procesos complejos en sus transformaciones correspondientes y existiendo en una red de otros sistemas de interacción constante.
Es lógico entonces relacionar los sistemas tecnológicos a conceptos como “invento”, “desarrollo” e “innovación”. Es más, existen distintos tipos de invenciones o inventos relacionados con estos sistemas, los cuales se agrupan bajo dos grandes categorías: las invenciones radicales y las conservadoras. Las invenciones radicales introducen nuevos sistemas, usualmente sostenidas por inventores independientes, mientras que las invenciones conservadoras facilitan el desarrollo de sistemas ya existentes, levantadas generalmente desde el gobierno o privados. Mediante un proceso de desarrollo estas invenciones se moldean según las realidades sociales, económicas y políticas bajo las que estos productos deben subsistir. Posterior a este proceso, una vez que estos elementos salen al mercado, pueden ser llamados innovaciones. 
Cabe mencionar también que a pesar de que el sistema tecnológico contextualiza la acción técnica humana, en sentido explícito este debería estar incluido dentro del sistema técnico, dado que históricamente la técnica precede a la tecnología. Se toma entonces el nombre de sistema tecnológico de manera genérica, pudiendo entonces levantar conexiones entre una técnica y el sistema tecnológico en el que se involucra. Por otro lado, dentro de la relación establecida entre el sistema tecnológico y el sistema productivo le permite existir (única forma de comprender globalmente el sistema descrito), se da espacio a la interacción con otros sub-sistemas del mismo medio, generando impacto en diferentes áreas asociadas (como recursos, conflictos o mecanismos de poder). Es por ello que se puede considerar al sistema tecnológico como núcleo para el estudio entre la Ciencia, la Técnica y la Sociedad.

## Tipos
Es posible distinguir 3 tipos básicos de sistemas tecnológicos.

### Sistema Mecánico

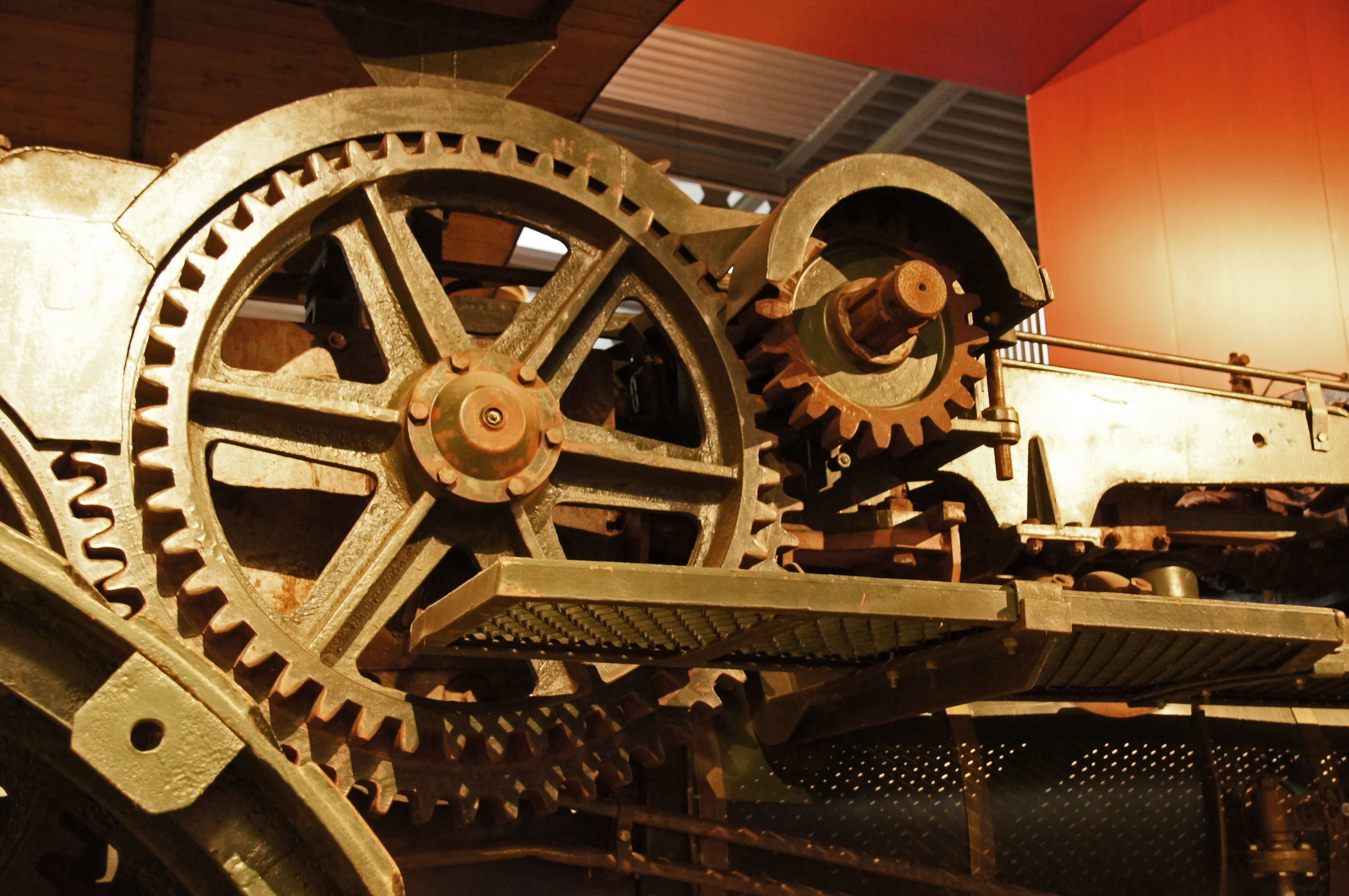
Los engranajes son otro componente usual de los sistemas mecánicos.

Los sistemas mecánicos corresponden a aquellos constituidos principalmente por componentes, dispositivos o elementos cuya función específica corresponde a transformar o transmitir el movimiento desde las fuentes que lo generan, transformando distintos tipos de energía.
Se caracterizan por utilizar piezas de carácter sólido, interconectados de tal manera de efectuar movimientos producto de una fuerza.  Dado que este último genera el movimiento inicial, este cuenta con una intensidad y dirección, los cuales pueden ser modificados producto de los sistemas mencionados. Es usual que este tipo de sistemas estén asociados a sistemas tecnológicos eléctricos, generando movimiento gracias a un motor propulsado por energía eléctrica.
Un ejemplo básico de sistemas mecánicos son los mecanismos simples, los cuales se usan usualmente para facilitar el movimiento de grandes objetos o compensar una fuerza resistente, amplificando la intensidad o redirigiendo la dirección de la fuerza inicial aplicada. Dentro de este tipo de mecanismos podemos encontrar la polea simple, la palanca (en primer, segundo y tercer grado), el polipasto y el torno o cabestrante, entre otros.

La ampolleta o bombilla es un claro ejemplo de como en un sistema eléctrico transforma energía eléctrica en luz y calor.

### Sistema Eléctrico
Los sistemas eléctricos corresponden a aquellos que, a través de la energía eléctrica generan movimiento, luz o calor. Entre sus componentes básicos se encuentran una fuente de energía, la corriente eléctrica; conductores, usualmente cables; y un receptor o actuador eléctrico, un dispositivo electrónico semiconductor cuya labor es la de transformar la corriente eléctrica en otros tipos de energía. Además de estos, un sistema eléctrico puede poseer otros componentes electrónicos, como el Condensador.  Una vez cerrado el circuito, la corriente eléctrica proveniente de la fuente de energía circulará por el sistema, entregando el output correspondiente para cada artefacto, el cual puede variar dependiendo del tipo de receptor utilizado en el sistema.
Con respecto a los tipos de receptores o actuadores eléctricos disponibles, éstos se pueden clasificar dependiendo del resultado asociado a la circulación de energía eléctrica sobre estos. Entre estos resultados podemos encontrar:
- Movimiento: Estos receptores transforman la energía eléctrica en energía cinética. Entre ellos podemos encontrar al motor, al electroimán y al relé. Es posible identificar este tipo de receptores en artefactos como el ventilador, frenos y embragues electromagnéticos y circuitos eléctricos modernos, respectivamente.
- Iluminación: Los receptores asociados a este output convierten la corriente en energía lumínica, pudiendo encontrar entre ellos a la lámpara, utilizada en sistemas de iluminación domésticos; las luces led, usadas tanto en iluminación como en pantallas; y el láser, ampliamente aplicado en campos como las telecomunicaciones, la medicina y la industria.
- Sonido: Son los receptores encargados de entregar como output energía sonora, es decir, sonido. Entre ellos encontramos al timbre/chicharra, a los auriculares/altavoces y al buzzer. Se pueden identificar este tipo de receptores en artefactos como la radio y el reproductor de audio portátil, entre muchos otros.
- Calor: Estos receptores transforman la corriente en energía térmica, la que podemos identificar más comúnmente como calor. Un claro ejemplo de este tipo de receptores son las resistencias, las cuales podemos identificar en artefactos como la estufa o las manta eléctrica.

### Sistema Hidráulico

El motor hidráulico de eje inclinado o Schrägachsenmaschine es un ejemplo de como la presión sobre el líquido se traduce en la rotación del eje asociado al motor.

Los sistemas hidráulicos corresponden a aquellos que, mediante la presión de un fluido, generan una fuerza resultante. Este fenómeno se explica producto de la Ley de Pascal, cual postula que:

La fuerza ejercida sobre un líquido se transmite en forma de presión sobre todo el volumen del líquido y en todas direcciones.
Principio de Pascal

Esto se produce debido a ciertas características de los líquidos, tales como su bajo nivel de compresibilidad, movimiento libre de sus moléculas, viscosidad y densidad. Gracias al uso de diferentes tipos de fluidos como aceites, además de elementos generadores de energía, elementos de tratamiento de fluidos, elementos de mando y control, entre otras componentes, es posible generar la unidad básica que sustenta este tipo de sistemas.
De esta forma se elaboran distintos sistemas de presión hidráulica, como los que se pueden observar en la gran mayoría de las máquinas de movimiento de tierra, como las palas excavadoras. Otro ejemplo que destaca es el motor hidráulico en sus diferentes tipos: de engranajes, de paletas y de pistones. Estos últimos se utilizan en grandes maquinarias como grúas, tornos y torres de perforación.

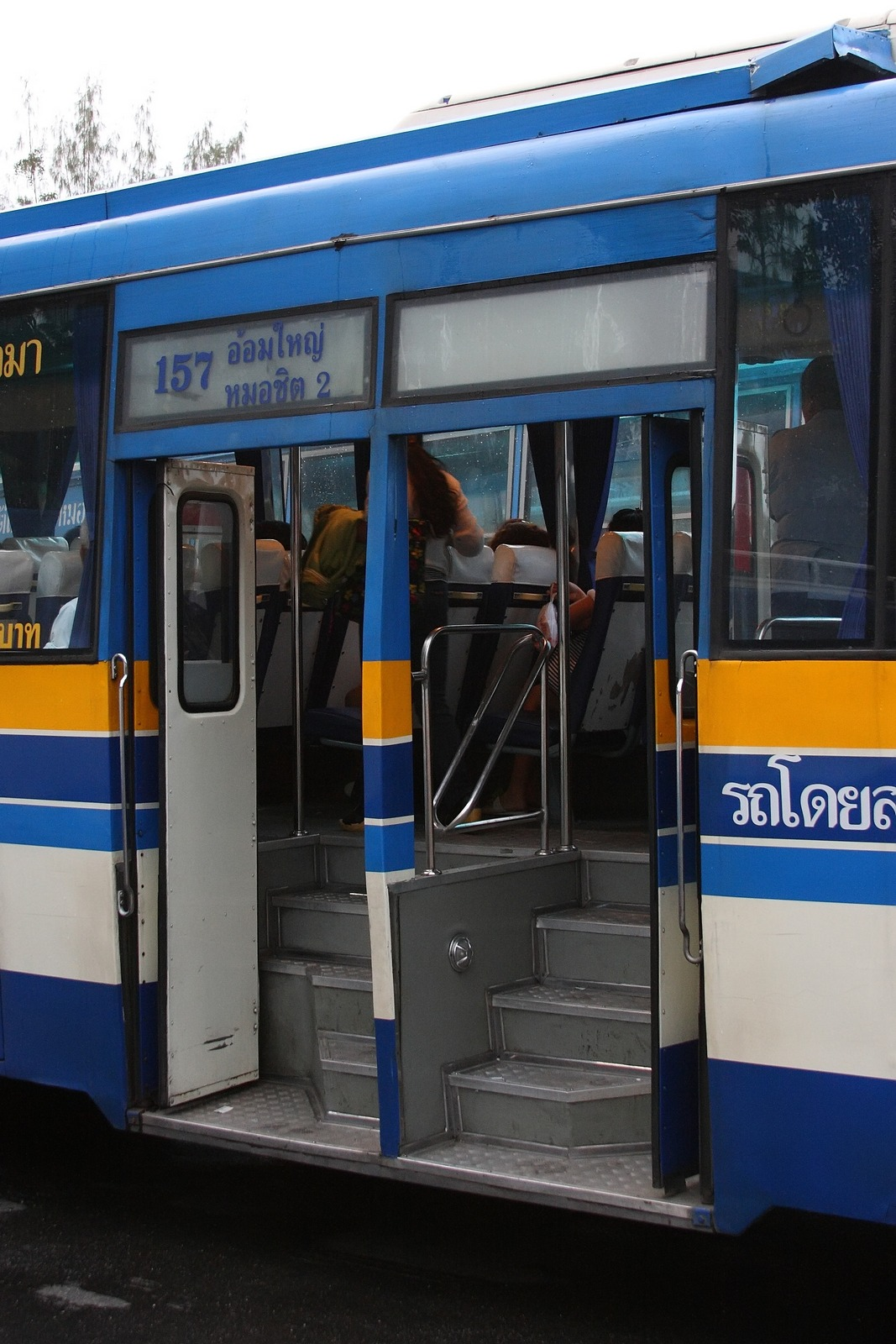
Las puertas de los autobuses suelen estar accionadas por sistemas neumáticos (aire comprimido)

### Sistema Neumático
Los sistemas neumáticos son los que, de manera similar a los sistemas hidráulicos, utilizan un gas como medio de transmisión de señales y/o potencia. Este tipo de tecnología es ampliamente utilizada en el contexto de la automatización de máquinas y en controladores automáticos, donde la presión ejercida sobre el aire comprimido se traduce, finalmente, en energía mecánica. Este tipo de sistema cuenta con un amplio campo de aplicación, debido a su alta capacidad de reacción, la cual es más veloz que en el caso de los sistemas hidráulicos.
Algunos de los componentes de este tipo de sistemas incluyen:
- Compresor: Encargado de absorber aire desde la atmósfera, reduciendo el volumen producto de un aumento de presión. Este se detiene al obtener la presión deseada.
- Depósito: Acumula el aire suministrado por el compresor bajo la presión escogida, enfriándolo. Posee diferentes cualidades encargadas de controlar las condiciones del aire.
- Filtro: También llamado unidad de almacenamiento acondiciona el aire previo a su entrada al circuito.

Debido al accionar de este conjunto de elementos, ingresa el aire comprimido al cilindro encargado de transmitir su presión al sistema mecánico asociado.
En cuanto a los mecanismos más conocidos que utilizan este tipo de sistemas, destacan las puertas de vehículos de transporte público más modernos, como buses y trenes. También es posible identificar sistemas neumáticos en otros vehículos de grandes dimensiones, cuyos frenos son accionados por aire comprimido.

### Otros Tipos de Sistemas Tecnológicos
Tal como se mencionó anteriormente, los sistemas tecnológicos no deben ser necesariamente artefactos, sino que también organizaciones (como un holding), componentes legales (como patentes y derechos de autor), componentes científicas (como algoritmos de encriptación) y otros tipos de recursos pueden ser considerados sistemas tecnológicos.